# Kattien
Kattien ist ein Ortsteil der Gemeinde Soltendieck in der Samtgemeinde Aue im niedersächsischen Landkreis Uelzen. 

## Geografie und Verkehrsanbindung
Der Ort liegt südwestlich des Kernortes Soltendieck.
Das 2,7 ha große Naturschutzgebiet Zwergbirkenmoor bei Schafwedel liegt südwestlich vom Ort.
Durch den Ort führt die Landesstraße L 265. Nördlich verläuft die B 71. 
Die Landesgrenze zu Sachsen-Anhalt verläuft südöstlich. Nachbarort in Sachsen-Anhalt ist die Gemeinde Dähre im Altmarkkreis Salzwedel.